# NGC 5762
NGC 5762 est une galaxie spirale située dans la constellation du Bouvier. Sa vitesse par rapport au fond diffus cosmologique est de 1 993 ± 14 km/s, ce qui correspond à une distance de Hubble de 29,4 ± 2,1 Mpc (∼95,9 millions d'al). NGC 5762 a été découverte par l'astronome américain Lewis Swift en 1886.
NGC 5762 présente une large raie HI. Elle renferme également des régions d'hydrogène ionisé. Selon la base de données Simbad, NGC 5762 est une galaxie de Seyfert de type 2.
À ce jour, trois mesures non basées sur le décalage vers le rouge (redshift) donnent une distance de 33,617 ± 23,535 Mpc (∼110 millions d'al), ce qui est à l'intérieur des valeurs de la distance de Hubble. Notons cependant l'incohérence d'une des trois mesures avec une valeur de 6,45 Mpc. Il s'agit ici d'un exemple où il vaudrait mieux utiliser la distance de Hubble pour calculer le diamètre de cette galaxie. Le résultat donnerait environ 17,1 kpc (∼55 800 al).